# Estação Ecológica Wenceslau Guimarães
A Estação Ecológica Wenceslau Guimarães é uma unidade de conservação de proteção integral, criada em 1997, que abrange uma área de 2.418 hectares, na cidade de Wenceslau Guimarães, no estado da Bahia.
A Estação Ecológica foi criada com o objetivo de conservar e proteger o ecossistema da Mata Atlântica e das espécies endêmicas, principalmente as espécies em vias de extinção. Atualmente, a estação ecológica vem sofrendo com o desmatamento, caça predatória e a ocupação irregular.

## História
A Estação Ecológica Wenceslau Guimarães foi criada no dia 21 de fevereiro de 1997, sob o Decreto Estadual de nº 6.228, com uma área de 1.939,1420 hectares. E tendo a Secretaria da Agricultura, Irrigação e Reforma Agrária como gestora e administradora da unidade de conservação.
Em 19 de abril de 2000, sob o Decreto Estadual de nº 7.791, houve a ampliação da Estação Ecológica, adicionando 478,055 hectares à unidade de conservação. Passando a abranger uma área total de 2.418,1970 hectares.

## Características
A Estação Ecológica Wenceslau Guimarães está situado em uma área de bioma da Mata Atlântica e da Bacia do Rio Recôncavo Sul  e sub-bacia do Rio das Almas.
O relevo da Estação Ecológica é marcado quase todo por vales, com ondulação que varia entre  550 metros e 1.000 metros e com solo tipicamente Latossolo vermelho amarelo álico.
A fauna, bastante diversificada, abriga algumas espécies como o tamanduá-mirim, o bicho preguiça, o quati e o mico-estrela e foram registrados algumas aves raras como o gavião-pombo. No ano de 2011, pesquisadores da Universidade de São Paulo (USP) descobriram uma nova espécie da perereca-de-bromélia grande na Estação Ecológica, a Phyllodytes magnus.
A flora, igualmente diversificada, pode encontrar a jacarandá, a sucupira, a peroba, o aderno, pau d’arcos, a jussara, dentre outras. São encontradas espécies ameaçadas como a Mandevilla sellowii, Anthurium ianthinopodum e Begonia smilacina A.DC.